# Bisdom Doumé-Abong' Mbang

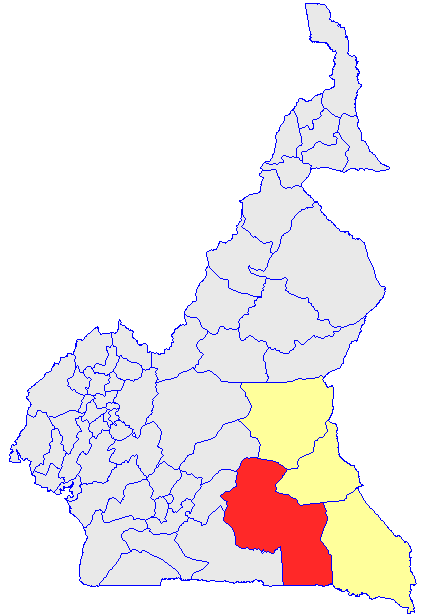
Het bisdom Doumé-Abong' Mbang (rood) binnen de regio Est (geel)

Het bisdom Doumé-Abong' Mbang (Latijn: Dioecesis Dumensis-Abongensis-Mbangensis) is een rooms-katholiek bisdom in Kameroen. Het maakt samen met drie andere bisdommen deel uit van de kerkprovincie Bertoua en is suffragaan aan het aartsbisdom Bertoua. Het bisdom telt 141.000 katholieken (2019), wat zo'n 50,3% van de totale bevolking van 280.000 is. Het bisdom heeft een oppervlakte van 36.378 km² en komt overeen met het departement Haut-Nyong (regio Est). In 2019 bestond het bisdom uit 25 parochies.  

## Geschiedenis
Het bisdom werd in 1949 opgericht uit delen van het bisdom Yaoundé. In 1983 werd de naam gewijzigd van bisdom Doumé in Doumé-Abong' Mbang.

## Speciale kerken
De kathedraal van het bisdom Doumé-Abong' Mbang is de Cathédrale Notre-Dame in Doumé.

## Bisschoppen
- René Graffin, CSSp (1949–1951)
- Jacques Teerenstra, CSSp (1951–1961)
- Lambertus Johannes van Heygen, CSSp (1962–1983)
- Pierre Augustin Tchouanga, SCJ (1983–1995)
- Jan Ozga (sinds 1997)